# 완결된 사역
완결된 사역 (Finished Work)은 개종의 시점에서 성화를 두고 그후에 회심한 기독교인은 점진적으로 은혜가운데 성장한다고 주장하는 교리이다. 윌리엄 하워드 더럼과 같은 사람이 주장한 이것은 성령세례를 받는 전제로 은혜의 두번째 사역안에서 성취된 성화를 시작한 완전성화교리와 대조적이다. 완결된 사역은 갈보리에서 완결된 사역(다 이루어던 사역)을 구원과 성화에 언급한 표현이다. 비록 오순절 기독교인안에서 사용되는 용어이지만 그렇다고 오순절 교리는 아니다. 이 교리는 미국의 오순절 부흥운동에서 나타난 새로운 이슈가운데 하나이다. 이 교리 논쟁이 오순절주의가 웨슬리안주의와 비 웨슬리안주의 사이에서 교리적 방향을 나누게 하였다.